# I'm Wide Awake, It's Morning
I'm Morning Awake, It's Morning est un album de Bright Eyes publié le 25 janvier 2005 chez Saddle Creek Records. Il sort en même temps que Digital Ash in a Digital Urn.

## Chansons
Le clip vidéo de First Day of My Life a été réalisé par John Cameron Mitchell. 
C'est le premier album de Bright Eyes à avoir dans ses musiciens Nate Walcott, qui devient par la suite un membre permanent du groupe. 
Road to Joy contient une interpolation de l'Ode à la joie de Beethoven. Le titre de l'album est tiré des paroles de cette chanson. 
L'abum gagne en popularité au niveau des ventes lorsque les singles Lua et First Day of My Life ont pris les deux premières positions du Billboard Hot Singles en 2004. En 2005, le groupe entame une tournée mondiale en deux parties pour promouvoir l'album, en parallèle de la promotion de Digital Ash in a Digital Urn. La première partie de la tournée est centrée sur le premier album aux influences folk, et la seconde moitié au deuxième album, plus électronique. Les deux disques se sont classés dans le top 20 des charts d’album Billboard, avec I'm Wide Awake, It's Morning qui culmine au 10e rang du Billboard 200 et au numéro 2 du Billboard dédié aux albums indépendants. La tournée a donné lieu à des enregistrements live, publiés sur l'album Motion Sickness, sorti plus tard cette même année. 
Comme les deux albums précédent de Bright Eyes, I'm Wide Awake, It's Morning commence par un enregistrement parlé, cette fois par Conor Oberst lui-même. Le monologue est une courte histoire sur deux inconnus dans un avion, lequel est sur le point de s'abîmer dans l'océan. Au moment de l'accident, l'un des passagers commence à chanter At the Bottom of Everything, la chanson d'ouverture de l'album. Il s'agit d'une sarcastique portant sur les idéaux américains. 
Cette chanson est jouée à la télévision le 30 avril 2004 dans Late Late Show . L'introduction est remplacée par une dédicace au gouverneur de Californie, Arnold Schwarzenegger, et au président des États-Unis d'alors, George W. Bush. 
Un clip réalisé par Cat Solen et mettant en vedette Evan Rachel Wood et Terence Stamp a ensuite été réalisé pour la chanson, basé sur l'histoire racontée en introduction. 

## Réception critique
I'm Wide Awake It's Morning a été salué par les critiques musicaux. Sur Metacritic, l’album a reçu une note moyenne de 85 sur 100, basée sur 33 critiques, ce qui indique une « acclamation universelle ». Le Los Angeles Times le décrit comme « un album qui a la lueur d'un chef-d'œuvre ». Drowned In Sound qualifie cet album d'objet d'admiration, louant les paroles et « une attention minutieuse aux détails ». Chris Dahlen de Pitchfork lui a attribué la note de 8,7 sur 10 et déclare : « I'm Wide Awake It's Morning allie l'intime et le politique de façon plus fluide que la plupart des chanteurs, et le travail mélodique renforce ces moments où la colère se fait sentir ».  
Dans une critique moins positive, Stephen Thomas Erlewine d’AllMusic a critiqué la « prétention lourde dans les paroles et le [...] cabotinage dans la prestation », qualifiant l’album de preuve que Conor Oberst, « au lieu d’atteindre la maturité musicale, se noie dans une adolescence perpétuelle ».  
Jusqu'en 2014, l'album s'est vendu à 522 000 exemplaires aux États-Unis. En 2007, l'Independent Music Companies Association lui a décerné la certification or, indiquant des ventes d'au moins 100 000 exemplaires en Europe. 

### Classement de fin d'année
L’album a été classé sur plusieurs listes des meilleurs albums parus au cours de l’année 2005. 
Il a également été classé au numéro 50 sur la liste Rolling Stone des « 100 meilleurs albums de la décennie » et au numéro 31 sur « Les 100 meilleurs albums de la décennie » de NME.

## Suivre la liste
Toutes les chansons sont écrites et composées par Conor Oberst.
| 1.    | At the Bottom of Everything             | 4:34 |
| 2.    | We Are Nowhere and It's Now             | 4:12 |
| 3.    | Old Soul Song (For the New World Order) | 4:29 |
| 4.    | Lua                                     | 4:31 |
| 5.    | Train Under Water                       | 6:05 |
| 6.    | First Day of My Life                    | 3:08 |
| 7.    | Another Travelin' Song                  | 4:16 |
| 8.    | Land Locked Blues                       | 5:47 |
| 9.    | Poison Oak                              | 4:39 |
| 10.   | Road to Joy                             | 3:54 |
| 45:41 |                                         |      |

## Personnel
I'm Wide Awake, It's Morning et Digital Ash in a Digital Urn sont les premiers albums de Bright Eyes sur lesquels Conor Oberst, Mike Mogis et Nate Walcott sont les trois membres permanents de Bright Eyes. 
- Conor Oberst - guitare, chant
- Mike Mogis - mandoline (pistes 1, 2), Pedal steel guitar (pistes 3, 5, 7, 9), guitare 12 cordes (piste 10)
- Nate Walcott - trompette (morceaux 2, 3, 8, 10)
- Nick White - piano (pistes 2, 8), orgue (pistes 3, 7, 9, 10), rhodes (piste 5), vibraphone (piste 8)
- Jesse Harris - guitare (morceaux 1, 2, 5–8)
- Alex McManus - guitare (piste 3, 10)
- Tim Luntzel - basse (pistes 1, 3, 6, 7, 8)
- Matt Maginn - basse (pistes 2, 5, 9, 10)
- Jason Boesel - batterie (pistes 2, 3, 5, 7, 9)
- Clark Baechle - batterie (pistes 3, 7, 10)
- Jim James - voix (piste 1)
- Emmylou Harris - voix (pistes 2, 7, 8)
- Maria Taylor - voix (pistes 3, 9)
- Andy LeMaster - voix (piste 3)
- Jake Bellows - harmonica, voix (piste 5)